# Isocirrus longiceps
Isocirrus longiceps är en ringmaskart som först beskrevs av Moore 1923.  Isocirrus longiceps ingår i släktet Isocirrus och familjen Maldanidae. Inga underarter finns listade i Catalogue of Life.